# Смертельный улов
Смертельный улов (англ. Deadliest Catch) — реалити-шоу, снимаемое каналом Discovery с 2005 года. Шоу показывает реальную жизнь на рыболовецких судах, ведущих промысел краба в Беринговом море. Название сериала происходит от присущего высокого риска ведения промысла краба в холодном и неспокойном море.
Премьера Смертельного улова состоялась 12 апреля 2005 года на канале Discovery, на данный момент съёмки сериала продолжаются, а сериал показывается по телевидению более чем в 150 странах мира.

## Формат программы
Основными героями сериала становятся несколько заранее определённых организаторами съёмок команд краболовных судов — команда Сига Хансена, капитана Northwestern, экипаж с судна Time Bandit, управляемый братьями Хильстрендами (Hillstrand), команда краболовного судна Wizard, под командованием братьев Колбурнов (Colburn) и некоторые другие.
Серии показывают жизнь рыбаков в «неспокойном Беринговом море» на судах краболовной флотилии. Съёмочные бригады ведут запись событий на борту краболовецких судов и передают происходящее на борту в степени, максимально приближенной к реальной ситуации. Описывается жизнь команды на палубе: заброс и поднятие краболовных ловушек, тяжёлая работа по поддержанию порядка на палубе, труд по очистке судна от намерзающего льда и так далее, отдельно подчёркиваются опасности, которым подвергаются как отдельные члены команды, так и суда в целом.
Каждая серия концентрирует внимание на какой-либо истории или ситуации, возникающей на одном или на нескольких судах флотилии. Важным элементом данного реалити-шоу является описание динамики взаимоотношений членов команды в условиях тяжёлого и опасного промысла. Особое внимание уделяется теме непростых взаимоотношений между капитанами конкурирующих за улов команд (как дружеские, так и неприязненные) — например, между Сигом Хансеном, капитаном Northwestern и братьями Хильстрендами с судна Time Bandit.

## Съёмки сериала

### Суда снятые в сериале
1. Wizard
2. Cornelia Marie
3. Northwestern
4. Time Bandit
5. Saga
6. Kodiak
7. Cape Caution
8. Seabrooke
9. Brenna A
10. Summer Bay
11. Rollo
12. Titan Explorer